# هری آنستیس
هری آنستیس (انگلیسی: Harry Anstiss; ۲۲ اوت ۱۸۹۹ – ۹ مارس ۱۹۶۴) بازیکن فوتبال اهل بریتانیا بود.
از باشگاه‌هایی که در آن بازی کرده‌است می‌توان به باشگاه فوتبال شفیلد ونزدی، باشگاه فوتبال کرو آلکساندرا، باشگاه فوتبال سوانزی سیتی، باشگاه فوتبال گیلینگام، باشگاه فوتبال تانبریج ولز، باشگاه فوتبال روچدیل، باشگاه فوتبال کرای واندررز، باشگاه فوتبال میلوال، باشگاه فوتبال برنتفورد، باشگاه فوتبال واتفورد، و باشگاه فوتبال پورت ویل اشاره کرد.